# منصور بن عمار
أبو السري منصور بن عمار ابن كثير السلمي الخراساني أحد علماء أهل السنة والجماعة ومن أعلام التصوف السني في القرن الثالث الهجري، من أهل مرو من قرية يقال لها «دندانقان»، قال الذهبي في وصفه بأنه: «الواعظ البليغ الصالح الرباني، عديم النظير في الموعظة والتذكير، كان ينطوي على زهد وتألّه وخشية ولوعظه وقع في النفوس» وقال عنه الجنيد «كان من الواعظين الكبار». وعظ في العراق والشام ومصر وانتشر صيته وتزاحم عليه الخلق. توفي في بغداد سنة 225 هـ.

## شيوخه وتلاميذه
روى عن الليث بن سعد وابن لهيعة ومعروف الخياط وهقل بن زياد والمنكدر بن محمد وبشير بن طلحة وجماعة، وحدث عنه ابناه سليم وداود وزهير بن عباد وأحمد بن منيع وعلي بن خشرم وعبد الرحمن بن يونس الرقي ومنصور بن الحارث وغيرهم.

## من أقواله
- سرورك بالمعصية إذا ظفرت بها شرّ من مباشرتك المعصية.[1]
- قلوب العباد كلها روحانية، فإذا دخلها الشك والخبث، امتنع منها روحها.[3]
- من جزع من مصائب الدنيا، تحولت مصيبته في دينه.[4]